# 강화 교산리 고인돌군
강화 교산리 고인돌군(江華 橋山里 고인돌群)은 인천광역시 강화군 양사면 교산리에 있는 고인돌 군이다. 1999년 4월 26일 인천광역시의 기념물 제48호로 지정되었다.

## 개요
별립산(해발 340m) 북쪽 구릉에 11기의 고인돌 무덤이 분포하고 있다.
고인돌무덤은 굄돌과 덮개돌의 일부만 훼손되었을 뿐 대체로 보존상태가 양호하다. 굄돌과 마감돌 및 덮개돌을 갖춘 북방식 고인돌무덤이 있으며 간혹 크기가 3∼4m나 되는 덮개돌을 갖춘 남방식 계통의 고인돌무덤도 있는데 이들은 굄돌 없이 땅위에 덮개돌만 놓은 이른바 개석식 고인돌무덤이다.

## 참고 문헌
- 교산리고인돌군 - 국가유산청 국가유산포털